# Robert Liottel
Robert Liottel   (Romilly-sur-Seine, 23 de setembre de 1885 - Druye, 23 d'abril de 1968) va ser un tirador d'esgrima francès, especialista en espasa, que va competir durant la dècada de 1920.
El 1924 va prendre part en els Jocs Olímpics de París, on guanyà la medalla d'or en la competició d'espasa per equips del programa d'esgrima.